# Компютърна програма
Компютърната програма или още софтуерна програма, или накратко програма е съвкупност от инструкции към компютъра , които трябва да дадат някакъв определен изходен резултат. Компютърът изисква програмите да функционират, обикновено изпълнявайки програмните инструкции в централния процесор.  Програмата има изпълнителна форма, която компютърът директно използва, за да изпълни инструкциите, зададени от програмата. Тази същата програма има и четивна за човека част, наречена сорс код, от който изпълнимите програми се компилират, като сорс кодът дава възможност на програмиста да изследва протичането на инструкциите или да разработва алгоритмите.
Сорс кодът на повечето програми се състои от списък с инструкции, които задължително въвеждат алгоритъм (известни като императивно програмиране). В други случаи (известни като декларативно програмиране) характеристиките на необходимата информация са определени и изборът на метода за получаване на искания резултат се оставя на платформата, под която се изпълнява. Компютърните програми най-често са писани от хора наречени програмисти, но може и да са генерирани от други програми.
#include <stdio.h>

int main()

{

printf("Hello world!\n"); 

return 0; 

}

Сорс код на програмата Hello, world, написан на C

## Терминология
Комерсиалните компютърни програми са насочени към крайните потребители и по принцип представляват приложен софтуер, тъй като тези програми са фокусирани върху функционалността на това за което се използва компютърът (неговото приложение), за разлика от онези програми, които се фокусират върху функционалности на системно ниво (например операционната система Windows). На практика и приложният софтуер и системният софтуер могат коректно да бъдат наречени програми, а към тях се причислява и т.нар. фърмуер (софтуер, директно вграден в готова хардуерна система). Програмите, които се изпълняват на хардуера, са сбор от инструкции, във формат разбираем за централния процесор на компютъра, които водят до изпълнението на други специфични инструкции или на прости операции, като например събиране. И въпреки че компютърът изпълнява милиони такива операции в секунда, програмите, тези поредици от инструкции, са това което кара компютърът да прави нещо полезно, обикновено то се повтаря и е достоверно.

## Изпълнение на програми
Компютърните програми се зареждат в паметта и след това изпълняват инструкция по инструкция, до прекратяване и успешно завършване или със софтуерна или хардуерна грешка.
Преди компютърът да може да изпълни каквато и да е програма, хардуерът трябва да се инициализира. В модерните персонални компютри тази инициализация се извършва от програма, съхранена в програмируеми чипове памет, инсталирани от производителя, наречени BIOS. BIOS-ът опитва да инициализира стартовата последователност, подготвяйки системата за изпълнение на програми от по-високо ниво.

## Програми и данни
Изпълнимата форма на програмата често се разглежда отделно от данните, с които работи програмата. В някои случаи тази разлика се размива – например в програмите, които създават или променят данни, използвани впоследствие в същата програма (това се случва често в програми писани на Lisp).

## Програмиране
Програмите често съдържат разнообразни структури от данни и различни алгоритми, които да ги управляват. Създаването на компютърна програма е процеса на писане на нов сорс код, последван от тестване, анализиране и подобряване на кода. Човекът, който изпълнява тази дейност се нарича програмист или софтуерен разработчик. Понякога дългият процес на програмиране се нарича също софтуерно инженерство. Последното стана по-популярно особено с развитието на тази дисциплина.
Други две форми на съвременна организация на програмирането са т.нар. екипно програмиране, при което всеки член на групата има равнопоставен глас в процеса на програмиране, с изключение на един, който направлява групата в отработването на различията. Тези групи се състоят от около 10 души, за да могат да се ръководят. Втората форма се нарича „пеър програмиране“ или програмиране по двойки. В този случай са необходими двама софтуерни инженери, които съвместно програмират на една работна станция. Всеки от тях извършва дейност, с която другият не е ангажиран, например, ако единият пише тестове, другият обмисля кой клас би задоволил тези тестове. Наричат ги драйвер и навигатор. Предполага се двамата партньори да разменят местата си на всеки половин час или след завършването на някой тест.

## Интересно
- По всеобщо признание за най-кратка полезна програма в света се смята cont/rerun, използвана в остарялата операционна система CP/M. Била е дълга 2 байта (JMP 100), прескачайки до началото на последно стартираната програма и по този начин рестартирайки я в паметта, без да е нужно да я зарежда от изключително бавните дискове на 80-те.
- Според Международния Конкурс за Объркан код на С, най-малката програма в света се състои от 1 файл с нулеви байтове, която при изпълнение връща нулеви байтове на екрана (правейки я също най-малката самовъзпроизвеждаща се програма в света). Тази „програма“ е определена като такава поради недоглеждане в конкурсните правила, които скоро след това са променени, като е въведено изискване всички програми да бъдат по-големи от 0 байта.
- Ада Лъвлейс е първата програмистка. Когато превежда на английски лекцията на Чарлз Бабидж за неговата Аналитична машина, изнесена през 1842 г. в Торино, в разяснителните бележки тя детайлно описва метод за пресмятане на числа на Бернули. Това се признава от историци за първия алгоритъм, първата компютърна програма, а самата тя е призната за първия програмист в света.